# Metalurgia extrativa
Metalurgia extrativa é o ramo da metalurgia que estuda a obtenção de metais a partir das fontes naturais e também pela sucata.